# Tieta do Brasil
Tieta do Brasil (Tieta do Agreste) è un film del 1996 diretto da Cacá Diegues.
La pellicola è ispirata al romanzo Vita e miracoli di Tieta d'Agreste di Jorge Amado.

## Trama
La storia narra il ritorno di Antonieta "Tieta" Esteves Cantarelli nella sua cittadina di origine, la fittizia Santana de Agreste (nei pressi di Mangue Seco, Bahia), dopo aver passato undici anni a San Paolo, dove è ripartita con una nuova vita.
Il racconto si snoda attraverso lo scontro tra la nuova e ricca Tieta ed una comunità rurale eccessivamente moralista dove spuntano personaggi come il padre e la sorella Perpétua, soggiogati dall'avarizia e dalla tradizione, e da più giovani personalità in cerca del proprio posto nel mondo: Leonora,  Ascânio, Ricardo ed Elisa.

## Edizione italiana
Il film è uscito nelle sale cinematografiche in Italia il 18 aprile 1997 e in VHS nello stesso anno per la Mondadori Video. In Italia non risulta essere mai uscito in DVD.